# Side Three
Side three è un album di Adrian Belew, pubblicato nel 2006

## Tracce
1. Troubles – 3:13
2. Incompetence Indifference – 5:01
3. Water Turns to Wine – 3:46
4. Crunk – 1:17
5. Drive – 3:27
6. Cinemusic – 1:37
7. Whatever – 3:17
8. Men In Helicopters v4.0 – 3:07
9. Beat Box Car – 4:30
10. Truth Is – 1:34
11. The Red Bull Rides a Boomerang Across the Blue Constellation – 4:34
12. & – 3:17